# Jungle (musique)
Pour les articles homonymes, voir Jungle (homonymie).
Ne doit pas être confondu avec drum and bass.
Sous-genres
Ragga jungle, oldskool jungle
Genres dérivés
Drum and bass, breakcore/raggacore, jungletek
La jungle est un style de musique électronique apparu vers 1993 en Angleterre. Elle prend ses sources dans la culture rave londonienne dont elle vient du darkcore et où elle donnera naissance à la drum and bass dont les deux principaux courants sont l'artcore (qui deviendra le liquid funk) et le techstep (qui deviendra hardstep, darkstep, et neurofunk).

## Histoire et caractéristiques
Souvent confondue avec la drum and bass, elle s'en distingue en théorie par un travail axé d'abord sur sa rythmique complexe, quand sa cousine mise plus sur les sons et les mélodies qui l'accompagnent. La jungle trouve ses racines dans les musiques afro comme le reggae et le hip-hop, accélérées jusqu'à deux fois le tempo d'origine, alors que la drum and bass reste très ancrée dans le son electro, avec ses rythmiques relativement simples et ses sons généralement très travaillés et souvent agressifs.
Le nom jungle vient paradoxalement des caves où beaucoup de clubs anglais ont élu domicile : il faut y lire le terme d'urban jungle (« jungle urbaine »), en référence au quotidien difficile de la jeunesse dans la classe ouvrière britannique. Les premières formes de jungle sont apparues dans les raves anglaises, au début des années 1990 : certains DJ superposaient des rythmiques très rapides (les break beats) à la rythmique binaire classique de la techno. Petit à petit, le kick a été effacé pour ne laisser finalement que les break beats, toujours plus travaillés, triturés et complexes. Il faut toutefois attendre 1992-1993 pour voir la jungle s'émanciper en tant que scène indépendante, grâce notamment à l'apport d'artistes comme DJ Hype et Micky Finn.
Influencée par la communauté jamaïquaine de l'ile, la jungle reprend beaucoup de codes du hip-hop et du reggae, mais aussi du ragga, voire du dub. Parmi eux, le rewind, ou pull-up, technique de DJ qui consiste à remettre brutalement le morceau passé à son début, les featurings vocaux, ragga ou planants, ou encore les samples utilisés. L’esprit général s’inspire souvent du dub avec de fréquentes interventions de toasters et des effets caractéristiques sur les sons de basse.
Deux albums sont souvent cités en références : Timeless, de Goldie en 1995 et New Forms de Roni Size (avec Reprazent) en 1996. Ces disques marquent l'ouverture du genre à une commercialisation plus large (Timeless s'est par exemple écoulé à plus de 150 000 exemplaires au Royaume-Uni) et lui ouvrent les portes des clubs anglais. Les principaux acteurs de la scène ne tardent pas à ouvrir leurs propres labels, et attirer nombre de futurs grands noms : dès 1994, Goldie fonde Metalheadz (Dillinja, Photek, Adam F entre autres) tandis que la même année, DJ Hype lance Ganja records (DJ Zinc (en), Pascal, Mampi Swift...).
Les années passant, certains labels commencent à élargir leurs signatures aux différents genres cousins (par exemple Moving Shadow, qui mêle la jungle d'Omni Trio (en) et E-Z Rollers à la techstep de Dom & Roland (en) et Technical Itch), et l'émergence de styles métissés comme le dubstep et le 2-step garage rendent de plus en plus difficile le distinguo entre jungle et drum and bass. Beaucoup considèrent la jungle comme un sous-genre, fondateur de la drum and bass mais désormais absorbé par elle. La jungle connaît un renouveau dans les années 2000 aux États-Unis et au Canada avec des artistes comme RCola.

## Artistes notables
Ils comprennent : Goldie, Roni Size, DJ Hype, 4hero, LTJ Bukem, Grooverider, London Elektricity, A Guy Called Gerald, Dillinja, Photek, Adam F, E-Z Rollers, Aquasky. On peut également mentionner les toasters, chanteurs issus du hip-hop ou du ragga et devenus des fidèles du genre, comme General Levy, MC Skibadee (en) ou Stamina MC (en).
Nombre de représentants des mouvements trip hop, big beat voire hip-hop se sont par ailleurs inspiré de la jungle pour composer leurs mixes ou leurs morceaux. On peut citer par exemple Moby, Asian Dub Foundation, Propellerheads, The Prodigy, ou encore Terranova.
Quelques artistes grand public ont enregistré des titres avec des rythmiques jungle. Parmi ceux-ci, David Bowie sur plusieurs titres de l'album Earthling, The Sea par Saint Etienne, ou encore en France Au Commencement par Étienne Daho.